# Atelopus glyphus
Atelopus glyphus är en groddjursart som beskrevs av Dunn 1931. Atelopus glyphus ingår i släktet Atelopus och familjen paddor. IUCN kategoriserar arten globalt som akut hotad. Inga underarter finns listade.

## Bildgalleri

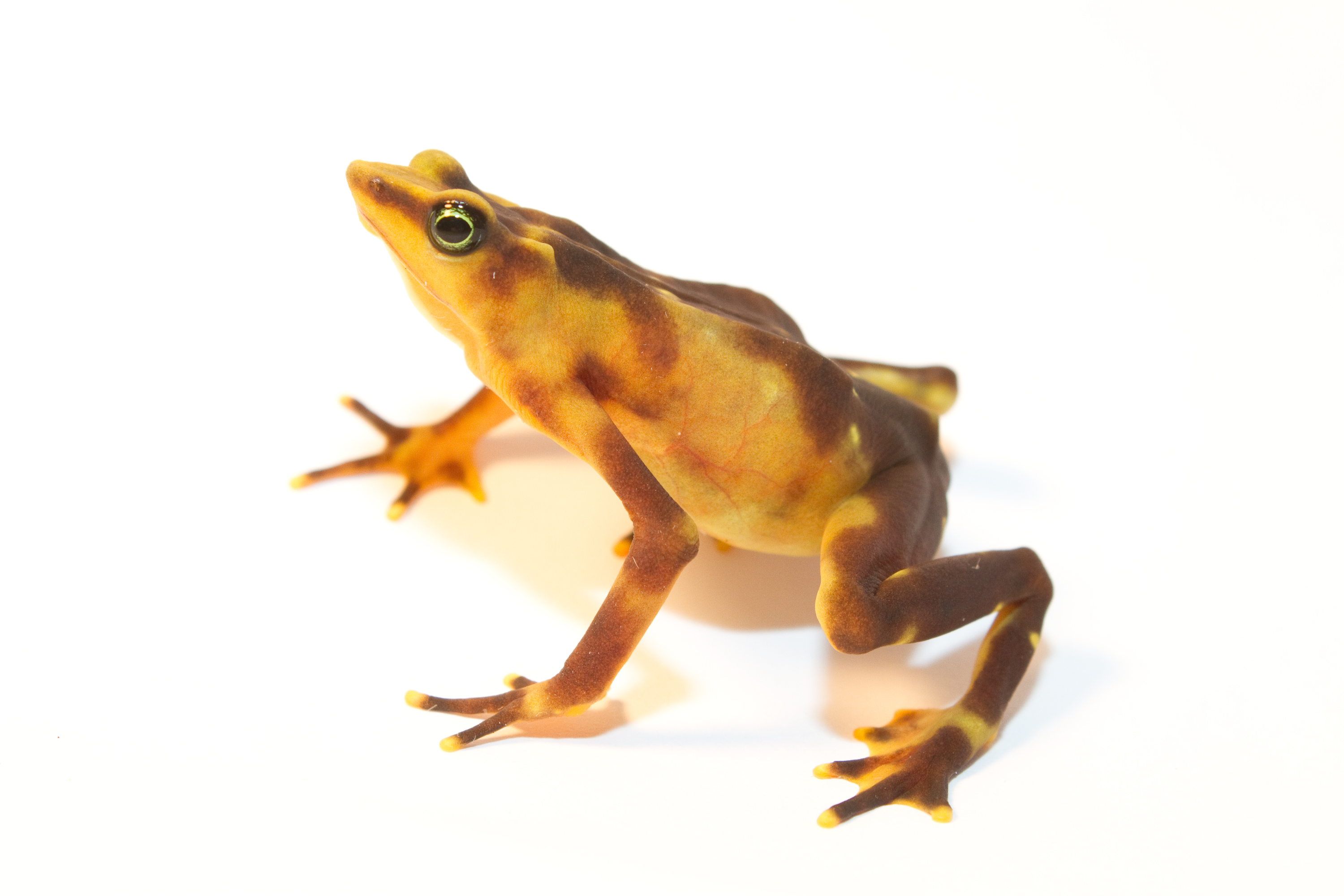
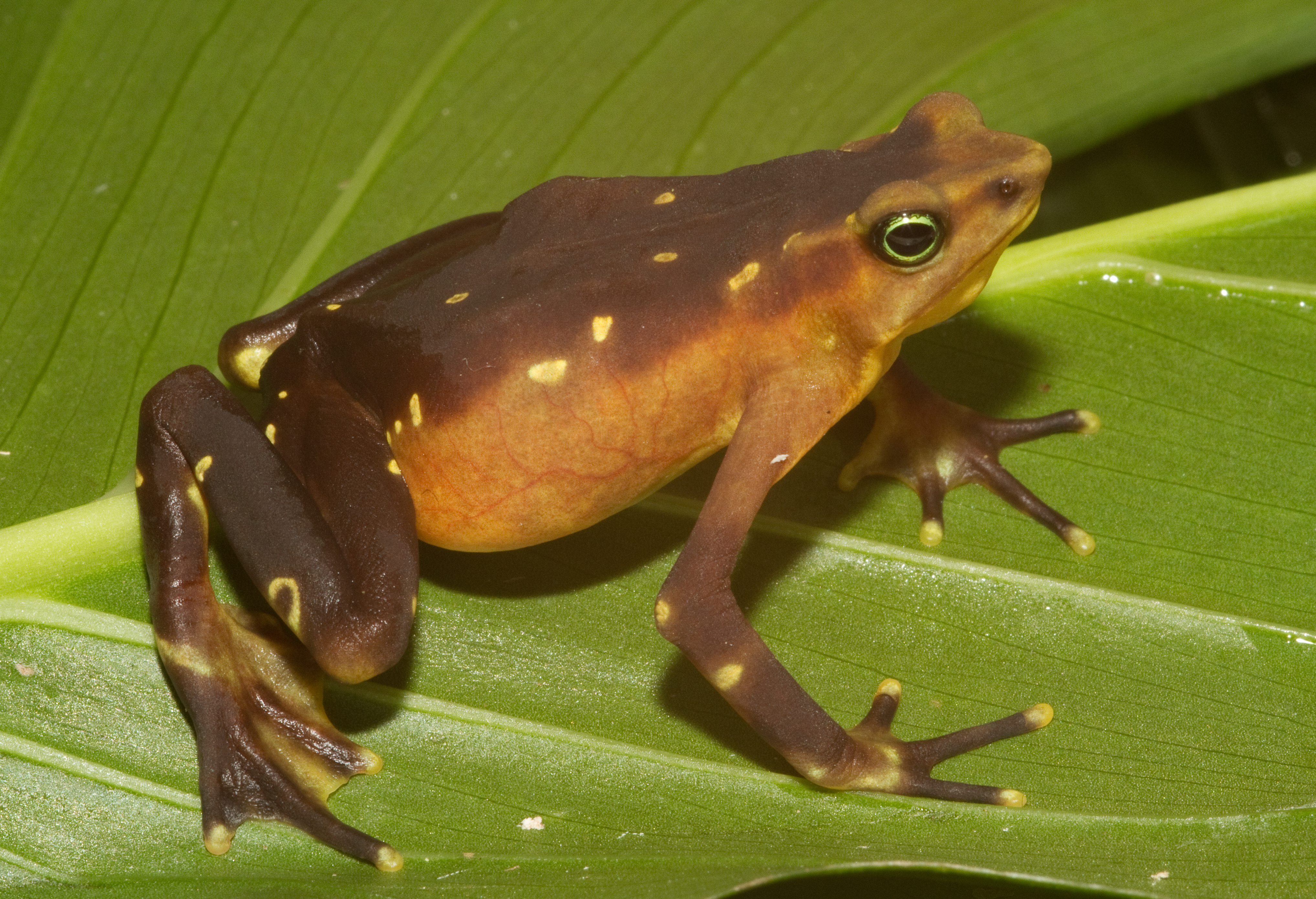
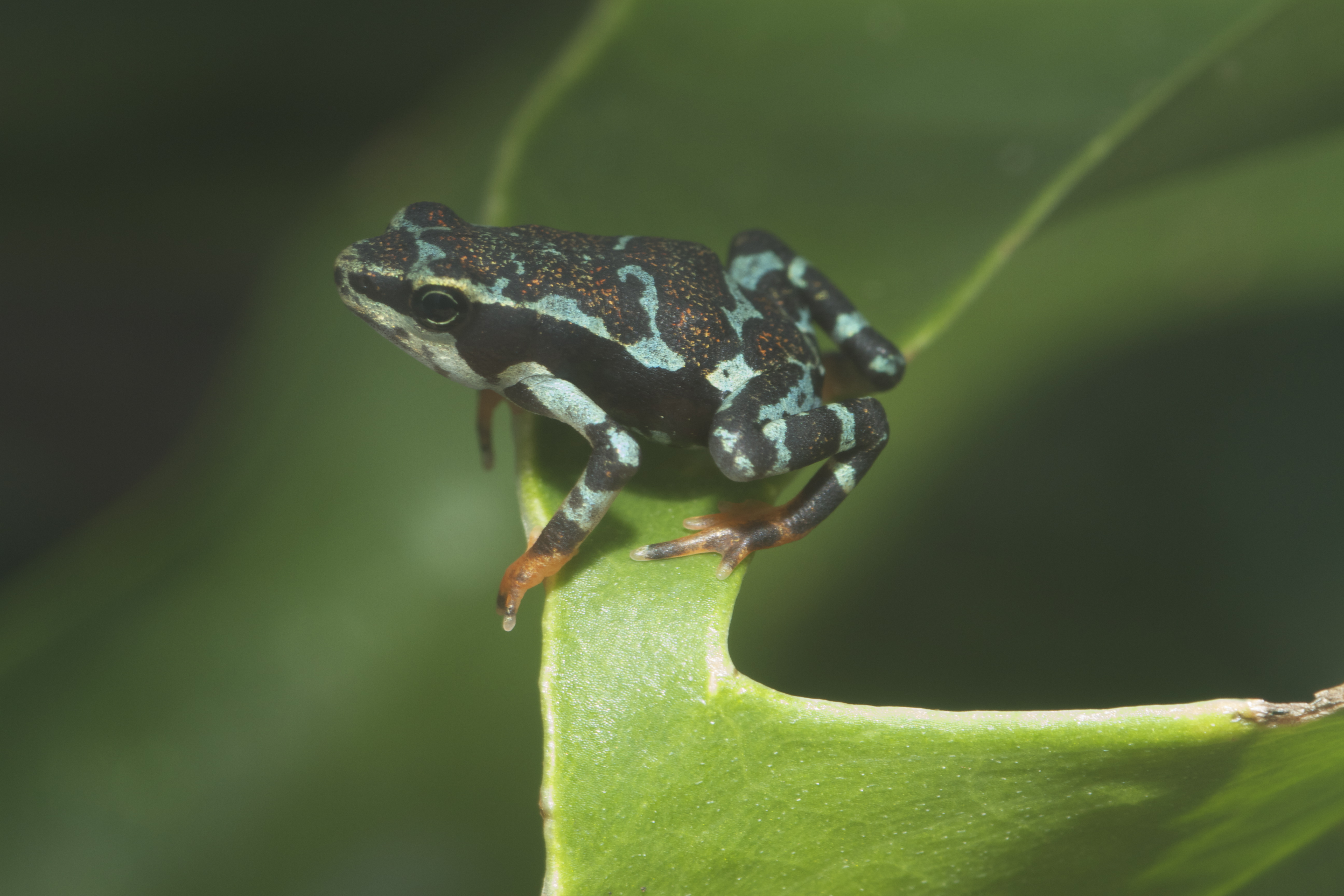
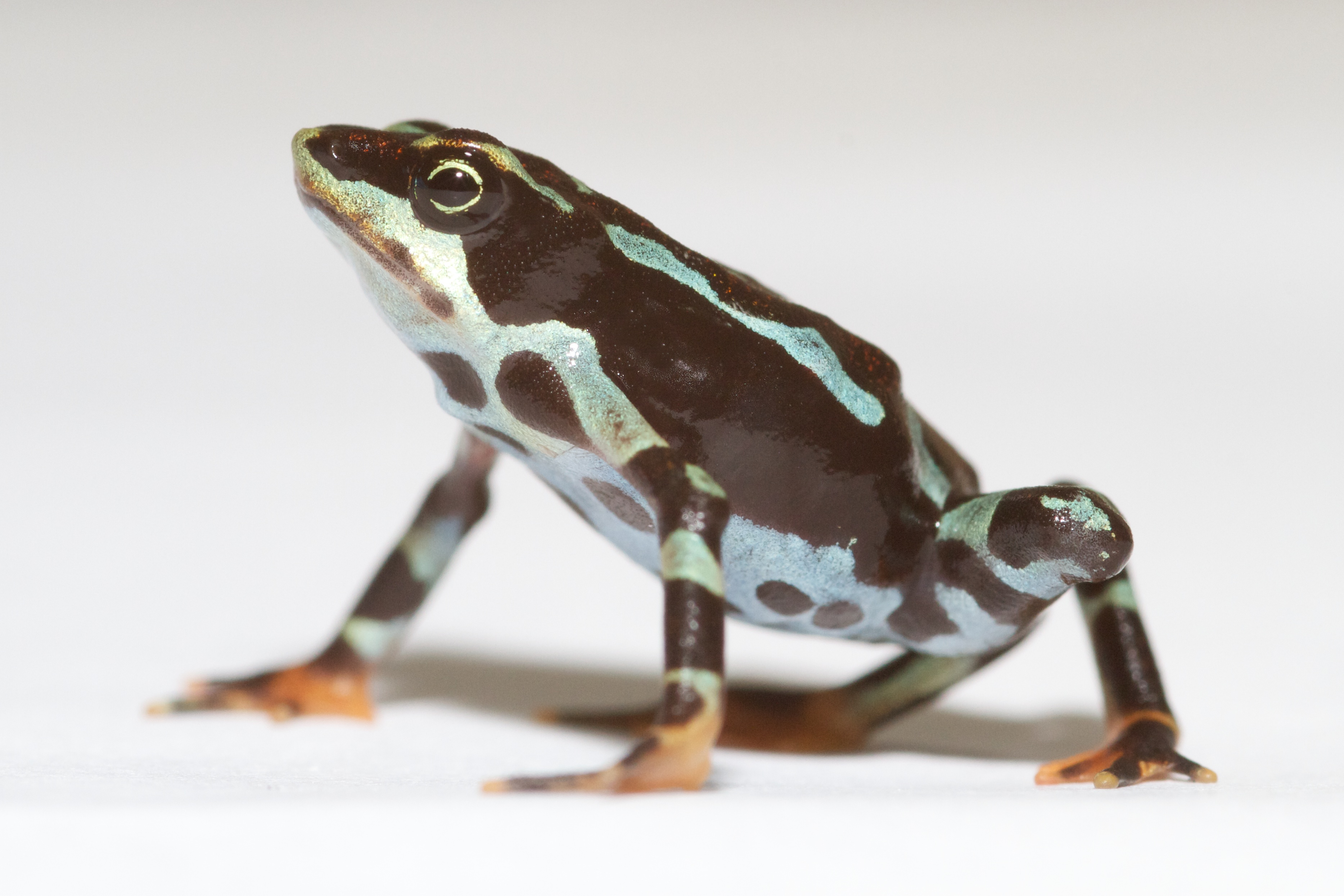
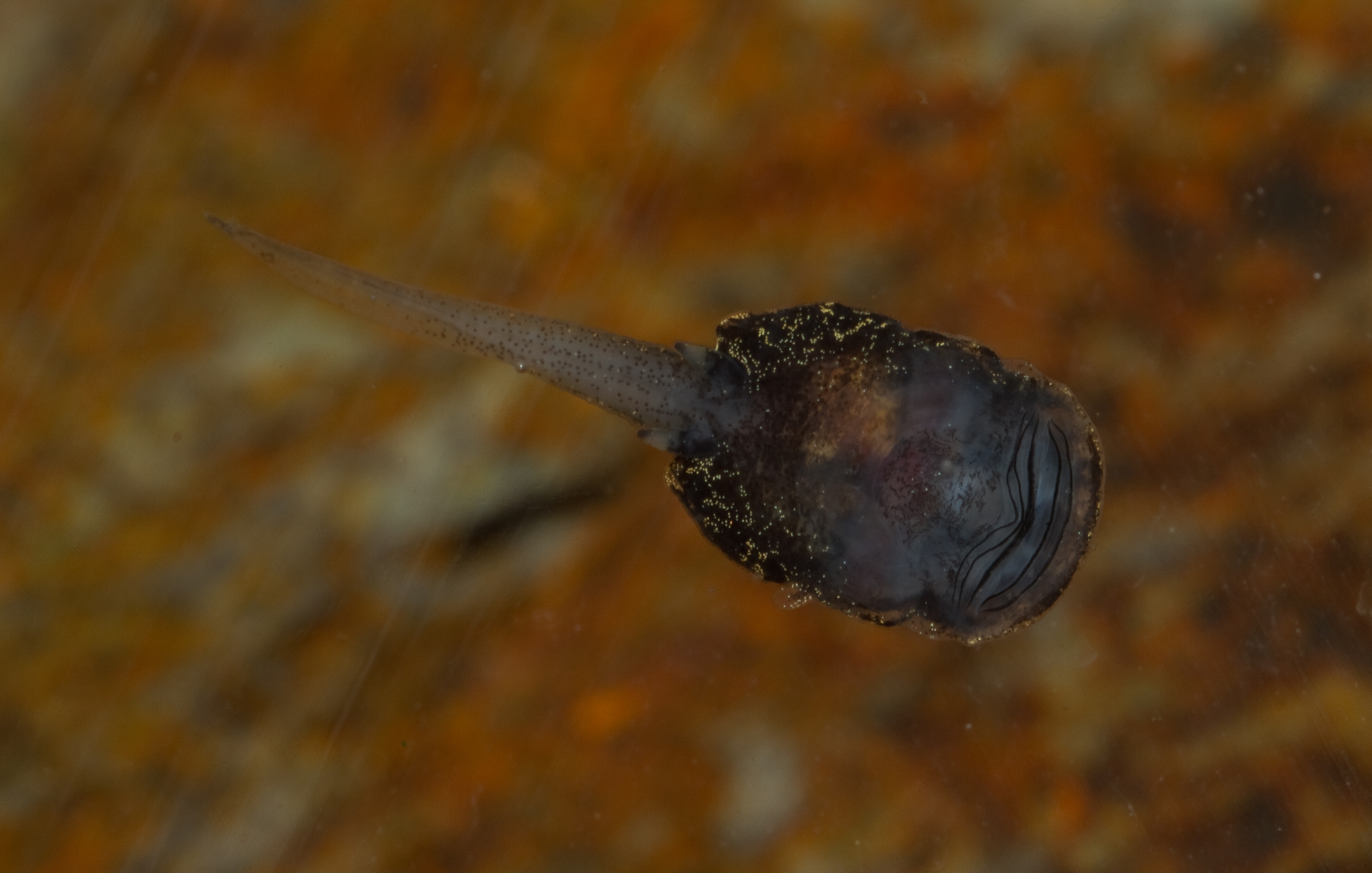